# Обсерватория RAS
Обсерватория RAS (англ. RAS (Remote Astronomical Society) Observatory of New Mexico - Обсерватория в Нью-Мексико Дистанционного Астрономического общества) — астрономическая обсерватория, основанная в 2003 году в Мейхилл, Нью-Мексико, США. Обсерватория является дистанционной, т.е. доступ к управлению телескопами можно получить через сеть Интернет. Так же обсерватория называется New Mexico Skies Observatory. Аренду и управление обсерваторией осуществляет GRAS (Global Rent a Scope).

## Инструменты обсерватории
- GRAS-001 - Takahashi Mewlon 300mm 12", 3572mm FL @ f/11.9
- GRAS-002 - Takahashi Mewlon 300mm 12", 3572mm FL @f11.9
- GRAS-003 - Takahashi TOA-150 - 1100mm FL @ f/7.33
- GRAS-004 - Takahashi Epsilon 250 - 10", 850mm FL @ f3.4
- GRAS-005 - Takahashi Epsilon 250 - 10", 850mm FL @ f/3.4
- GRAS-011 - CDK20 20" (0.51 m) f/4.5 FL 2260mm (0.66 Focal Reducer Fitted)
- GRAS-014 - Takashashi FSQ 106ED - FL 530 @ f/5

## Направления исследований
- Избранного направления исследований нет, так как обсерватория общего доступа на коммерческой основе

## Основные достижения
- Открыто 239 астероидов с 2004 по 2010 года, которые уже получили постоянное обозначение[1]
- 24289 астрометрических измерений опубликовано с 2003 по 2011 года [2]